# 구세주 (영화)
"구세주"(Oh My God)는 김정우 감독 데뷔작 코미디 액션 영화이므로, 2006년 2월 16일에 개봉되었다.

## 줄거리
폼만 열라 잡고 실속은 절대 없는, 자칭(!) 꽃미남의 철없는 바람둥이 양아치 정환. 대학생활 중 가장 좋아라하는 조인MT에 갔다가 최고의 폭탄 은주를 익사 직전, 얼떨결에 구해주고... 이때부터 은주의 안하무인 무대뽀 짝사랑은 시작된다. 그러던 중 차마 입에 담지 못할 부끄러운 사건이 일어나고...
몇 년 후, 잘 나가는 검사가 된 은주는 선물이라도 안겨주는 것처럼 쌍둥이 아들들을 들이댄다! 정환은 펄쩍 뛰며 '음모다.' '조작이다'라며 부인해보지만... 찔리는 게 있기에 코가 꿰어 결혼하게 되고, 항소할 곳 하나 없는 그의 억울함은 하늘을 찌르니...
목숨 구해줬더니 보따리까지 내 놓으라는 은주를 필사적으로 몰아내려는 정환과 한눈에 꽃힐만큼 꽃미남이지만(?) 이제는 온전한 내남자로 만들고픈 은주는 동시에 '구세주 프로젝트'를 가동하기에 이르고...
쌩양아치 이 남자... 과연 '능력있는 구세주'로부터 구원받을 수 있을까? 촌빨검사 구세주'로부터 사랑받을 수 있을까?

## 등장 인물

### 중심 인물
- 임정환 : 최성국
- 고은주 : 신이

### 주변 인물
- 배칠구 : 조상기
- 정환 부 : 백일섭
- 정환 모 : 박원숙
- 황계장 : 박준규
- 신사무 : 김광규

### 그 외 인물
- 주원 : 이상훈
- 아가리 : 신정근
- 빨대 : 오상무
- 주원 아내 : 황효은
- 마성숙 : 김부선
- 마성기 : 김현기
- 부장검사 : 강민서
- 최 검사 : 조승연
- 큰손파 1 : 주석태
- 큰손파 2 : 김동신
- 큰손파 3 : 김경천
- 강혜선 : 장정미
- 변호사 : 김장호
- 판사 : 홍석연
- 미란 : 정혜진
- 무용 1 : 선우연
- 무용 2 : 전성아
- 남학생 : 장효진
- 법학과 여학생 : 정시연, 이은미, 강예니, 강주연
- 햄릿 : 이관엽
- 무대감독 : 이상현
- 스탭 1 : 김연수
- 스탭 2 : 김용재
- 교무과 여학생 1 : 서지영
- 교무과 여학생 2 : 김도연
- 경찰 : 조석현
- 마담 : 우승림
- 대한이 : 김영재
- 민국이 : 김영휘

### 특별출연
- 유모 : 김수미
- 두식 : 이원종
- 안 하사 : 홍기훈

## 제작진
- 감독/각색 : 김정우
- 각본 : 이현철, 김욱
- 제작투자 : 박순태, 오순근, 유석희, 유진우, 윤수영, 이준노, 정영하, 조만호, 신영윤
- 투자책임 : 정만수
- 배급책임 : 오화정
- 배급진행 : 이희원, 한재필, 이세정
- 해외배급책임 : 손민경
- 해외배급진행 : 정재연, 추소연
- 프로듀서, 기획 : 송창용
- 촬영 : 문용식
- 조명 : 최성원
- 편집 : 남나영 (모란편집실)
- 음악 : 이동준
- 미술 : 이수경
- 세트 : 윤기찬 (무대마당)
- 의상 : 최윤선
- 분장 : 현경선
- 동시녹음 : 김범수
- 음향 : 박덕수 (리드사운드)
- 특수효과 : 이희경 (데몰리션)
- 시각효과 : 김량진
- 무술감독 : 황상식
- 조감독 : 양창주
- 스틸 : 박종인, 안순례
- 현상 : 서울현상소
- 색보정 : 이용기 (헐리우드필름레코더)
- 메이킹 : 이재형
- 스토리보드 : 김재훈
- 마케팅책임 : 이정이
- 마케팅 : 권희정, 조민기
- 스크립터 : 최현주
- 현장편집 : 이원표
- 연출부 : 지민희, 장우람
- 라인프로듀서 : 정밀주
- 제작부장 : 최필선
- 제작팀 : 나현준, 이병욱, 김진용, 윤홍민
- 제작회계 : 신은호
- 제작지원 : 송충석, 지오진
- 촬영팀 : 홍승완, 서명성, 서종욱, 이규곤, 고재현
- 촬영B팀 : 이승우, 이종열, 김진경
- 수중촬영 : 이동삼
- 조명팀 : 이성문, 김인태, 손혁, 김상영, 이상문, 한성근
- 미술팀장 : 사공희
- 미술팀 : 임선이, 황승화
- 세트진행 : 고봉주, 윤희철, 박태식, 김형윤, 곽치원, 이희숙
- 의상팀 : 하진, 양진선, 강윤희, 황미희
- 특수효과팀 : 최정욱, 현내훈
- 편집어시스턴트 : 김수범, 윤경빈
- 네가컷팅 : 김미영, 박대지, 박수희
- 붐오퍼레이터 : 장현철
- 붐어시스턴트 : 윤세용
- 음악어시스턴트 : 이진경, 이건호
- 오케스트레이션 : 조윤정
- 스코어 믹스 : 곽정신
- 음악프로덕션 : 이정은
- 피아노 : 최승찬
- 사운드슈퍼바이저 : 박덕수
- 녹음 : 리드사운드
- 사운드 디자인 : 김필수
- 대사편집 : 이주석
- 대사 어시스턴트 : 정민주
- 사운드편집 : 이성희
- 폴리아티스트 : 안인범
- 광학녹음 : 홍윤성 (리드사운드)
- 돌비 컨설턴트 : 김재경, 김경태
- 예고편 : M&M, 김량진, 이지형 (꽃바람)
- 포스터 : 윤형문
- 그립 : 홍성일, 박영진, 전근수
- 지미짚 : 박천복
- 지미짚팀 : 이현규, 오은석
- 카메라렌탈 : 원정주 (동일상사)
- 발전차 : 오성택, 서지현
- 조명크레인 : 최명덕, 배세권
- 조명장비 : 씨네럭스
- 무술팀 : 배재일, 백경찬, 송용화
- 보조출연 : 엘림엔터테인, 엑스트라피플
- 운송 : 이경형
- 렉카 : 우금호
- 보험 : 두레손해보험중개
- 로케이션지원 : 전주영상위원회
- 필름 : 서울MP필름, 진성C&F
- 식당차 : 전주밥차
- 최성국 매니저 : 정민수
- 신이 매니저 : 최윤환
- 조상기 매니저 : 김종훈, 이상인
- 박준규 매니저 : 한상준
- 박원숙 매니저 : 엄정숙
- 쌍둥이 어머니 : 이소영
- 헤어협찬 : 장현진
- 판권관리책임 : 손동희
- 판권관리진행 : 김경미
- 홍보대행사 : 에이엠시네마
- 광고디자인 : 그림커뮤니케이션, 디자인하다
- 온라인마케팅 : 나인&미디어
- 모바일마케팅 : 보보스컴퍼니
- 광고대행 : 데이브컴퍼니
- 인쇄 : 대경토탈

## 같이 보기
- 2006년 대한민국의 영화 목록